# Jerzy Raszko
Jerzy Raszko – pułkownik w powstaniu kościuszkowskim, uczestnik konfederacji barskiej, podpułkownik 4. Pułku Koronnego Przedniej Straży w 1793 roku, trzykrotnie ranny pod Mścibowem w wojnie polsko-rosyjskiej 1792 roku.